# Soter mandinikia
Soter mandinikia är en stekelart som beskrevs av Henri Saussure 1892. Soter mandinikia ingår i släktet Soter och familjen bracksteklar. Inga underarter finns listade i Catalogue of Life.